# Pierre Allain
Pierre Allain (* 7. Januar 1904 in Mirebeau, Département Vienne; † 19. Dezember 2000 in Saint-Martin-d'Uriage, Département Isère) war ein französischer Alpinist, Kletterer und Erfinder von alpinistischer Ausrüstung.

## Leben
Pierre Allain, der in Paris aufwuchs, entdeckte das Bergsteigen in den 1920er Jahren während eines Urlaubs in den Alpen. 1930 lernte er durch seinen Freund Robert Latour das Klettern im Wald von Fontainebleau und Chamarande kennen. Daraufhin trat er der Groupe de Bleau bei, zu der u. a. Marcel Ichac, Pierre Chevalier, Jean Deudon, Raymond Gaché, Alain Le Ray und Jacques Boell gehörten. Seine erste „richtige“ Bergsteigersaison hatte er 1930 mit Robert Latour in den Alpen. Wie die anderen Pariser Bergsteiger war er nun in den Sommermonaten längere Zeit in den Alpen und kletterte den Rest des Jahres in Fontainebleau. 1963 verließ Pierre Allain Paris, um sich endgültig in den Alpen, in Uriage im Dauphiné, niederzulassen.
Pierre Allain wird als bescheidener Mann beschrieben, der sich vor allem als Handwerker verstand. Den Vorsitz der Groupe de Haute Montagne (GHM), in der die Elite des französischen und internationalen Alpinismus organisiert war, wollte er nicht übernehmen. Er widmete einen Großteil seiner Zeit der Arbeit in seiner Werkstatt, wo er Ausrüstung für das Bergsteigen und die Höhlenforschung entwickelte und produzierte.
Am 19. Dezember 2000 starb Pierre Allain hochbetagt in seiner Wahlheimat Uriage.

## Alpinistische Leistungen
Pierre Allain zählt zu den Pionieren des französischen Alpinismus. Er realisierte eine Reihe von bedeutenden Erstbesteigungen:
- 1933: Erstbesteigung des Südwestgrats der Aiguille du Fou ⊙ mit Robert Latour.
- 1934: Erstbesteigung des Südwestgrats des Pic Sans Nom ⊙ mit Jean Vernet und Jean Charignon und Erstbesteigung der Südwand der La Meije bis zum Glacier Carré mit Jean Vernet und Jean Leininger.
- 1935: Erstbesteigung der Nordwand des Petit Dru mit Raymond Leininger (ohne Steigeisen, ohne Bergschuhe, mit einem Hanfseil von 7 mm Durchmesser). Eröffnung einer Direttissima-Route an der Südwand der Meije vom Glacier Carré aus mit Raymond Leininger; Erstbesteigung der Ostwand des Dent du Caïman ⊙ mit Raymond Leininger.
- 1936: Erste französische Himalaya-Expedition (Karakorum), u. a. mit seinen Kameraden Jean Leininger, Marcel Ichac und Jean Charignon. Die von Pierre Allain geführte Seilschaft auf den Hidden Peak (8.068 m) erreicht 6.850 m, musste dann aber wegen eines Sturms den Rückzug antreten.
- 1937: Erstbegehung des Ostgrats des Dent du Crocodile ⊙ mit den Brüdern Jean Leininger und Raymond Leininger; Erstbegehung des Nordostgrats der Aiguille des Grands Charmoz mit Yves Feutren.
- 1938: Erstbegehung (ohne Seilwurf) des Doigt de l'Etala ⊙ an den Petits Charmoz mit Jean Leininger; Versuch am Walkerpfeiler an den Grandes Jorasses mit Raymond Leininger. Dieser Pfeiler, die große Herausforderung der damaligen europäischen Bergsteiger, wurde einige Tage später von den Italienern unter der Führung von Riccardo Cassin bezwungen.
- 1945: Überquerung der Aiguilles de Chamonix von Plan nach Grands Charmoz mit Guy Poulet.
- 1946: Dritte Besteigung des Walkerpfeilers mit Guy Poulet, René Ferlet und Jacques Poincenot.
- 1947: Erstbegehung der Südwestwand des Cardinal mit F. Aubert, Auguste Fix und J. Rousseau; Erstbegehung der Blaitière-Westwand mit Auguste Fix (der als Vorsteiger kletterte), deren Schlüsselstelle, ein überhängender Riss mit ausladender Kante, den damals höchsten definierten Schwierigkeitsgrad (6+) haben dürfte. Bei der Zweitbegehung bestätigten Lionel Terray und Louis Lachenal, dass diese Route in Bezug auf die Schwierigkeit der Felsen alles übertraf, was im Mont-Blanc-Massiv bis dahin bekannt war.
- 1950 Erstbegehung des Nordwestgrats des Grands Charmoz mit Marcel Schatz.

Noch im Alter von 80 Jahren klettert er 1984 mit seinem Sohn Paul die Boell-Route an der Aiguille Dibona.

## Entwicklungen und Erfindungen
- Kälteschutzausrüstung – Allain entwickelte den Schlafsack, der bereits in Gebrauch war, zum Daunenschlafsack weiter, erfand den „Elefantenfuß-Schlafsack“, eine bis zur Brust reichende Kompaktversion des Dauenschlafsacks, die Biwak-Haube und die Daunenweste. Diese 1935 eingeführten Neuerungen ermöglichten es Bergsteigern, in großen Höhen zu biwakieren.

- Karabiner – Für die Sicherung im Bergsport waren Karabiner erstmals 1910 von Otto Herzog verwendet worden. Allain entwickelte in den frühen 1930er Jahren eine Version aus Leichtmetall, was die alpinistische Eignung von Karabinern deutlich verbesserte.

- Kletterschuhe – Mit dem 1935 entwickelten und seit 1948 kommerziell vertriebenen Modell „PA“ schuf Allain erstmals den modernen Typ des Kletterschuhs, wie er sich seither im Felsklettern und Bouldern durchgesetzt hat: ein leichter, eng anliegender Schuh mit glatter Gummisohle. Bisher hatte man sich mit Espadrilles beholfen und war im Gebirge mit Bergstiefeln unterwegs. Das Konzept der PA-Schuhe wurde zunächst von der Firma EB von Édouard Bourdonneau übernommen, dann auch von anderen Schuhherstellern.

- Abseilgeräte – 1943 entwickelte Allain ein gabelförmiges Abseilgerät, mit dem die Bremswirkung beim Abseilen, nicht mehr durch Seilreibung am Körper (z. B. im Dülfersitz) erzeugt werden musste, was zu Schürfungen und Verbrennungen führen konnte. Die Neuerung setzte sich im Klettersport allerdings erst ab den 1960er Jahren durch[1]

- Abseilhaken – Ein mit einem Federmechanismus versehener Haken, der (ähnlich einem Cliffhanger/Skyhook), offen in den Fels gehängt wird, ermöglicht beim Abseilen die volle Seillänge zu nutzen, weil das eine Seilende am Haken befestigt wird, so dass man am einzelnen Seilstrang abseilen kann. Der Haken hält nur unter Last. Im flacheren Gelände muss das Seil durch das Körpergewicht belastet werden, bei senkrechter Wand reicht dazu das Gewicht des Seils aus. In diesem Fall muss der Haken durch eine Bewegung aus dem Handgelenk am Seil gelöst werden. Das System setzte sich aufgrund seiner heiklen Funktionsweise im Klettersport nicht durch.

## Publikationen
- Pierre Allain: La face nord de l’Aiguille du Dru. In: Alpinisme. 1935.
- Pierre Allain: Alpinisme et compétition. Grenoble 1949.
- Pierre Allain: L'Art de l'alpinisme. Paris 1956.